# 跑壘員

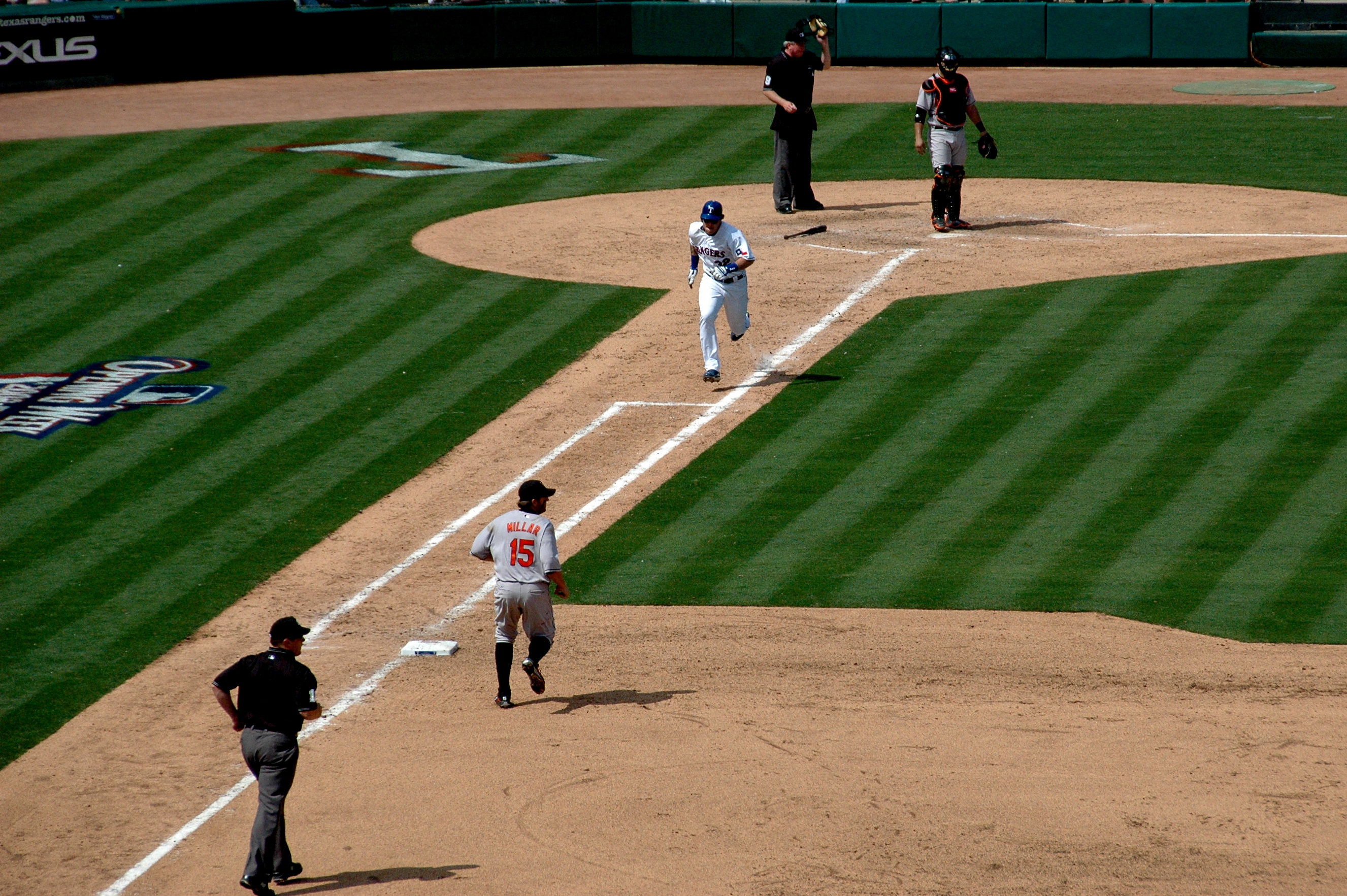
跑壘

跑壘員，又稱跑者，指棒球或壘球中已攻佔在壘包上的攻擊球員，跑壘員於進壘時應採順時針方向觸踏一壘、二壘、三壘及本壘，才算得分。若被迫返壘，仍須依逆時針方向順序返回。